# Соверия-Симери
Соверия-Симери (итал. Soveria Simeri) — коммуна в Италии, располагается в регионе Калабрия, подчиняется административному центру Катандзаро.
Население составляет 1632 человека, плотность населения составляет 74 чел./км². Занимает площадь 22 км². Почтовый индекс — 88050. Телефонный код — 0961.
Покровителем населённого пункта считается святой Донат из Ареццо. Праздник ежегодно празднуется 7 августа.